# Polyommatus fergana
Polyommatus fergana är en fjärilsart som beskrevs av Otto Staudinger 1881. Polyommatus fergana ingår i släktet Polyommatus och familjen juvelvingar. Inga underarter finns listade i Catalogue of Life.